# Allioideae

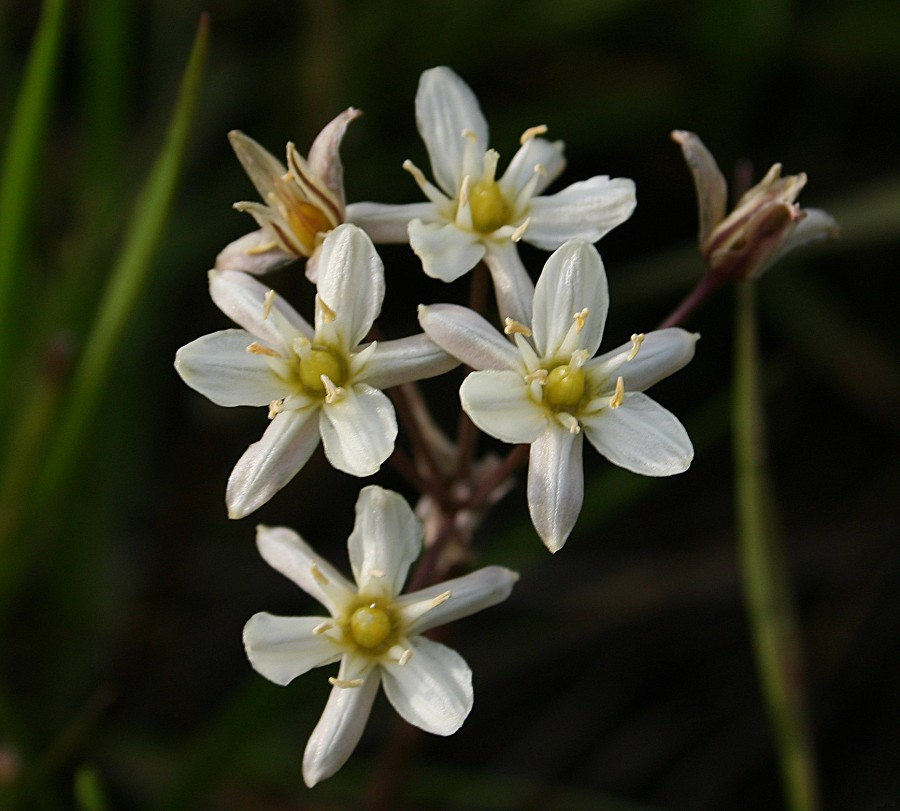
Flores com seis tépalas, seis estames e um gineceu de ovário súpero são típicas das aliáceas, neste caso a espécie Muilla maritima.

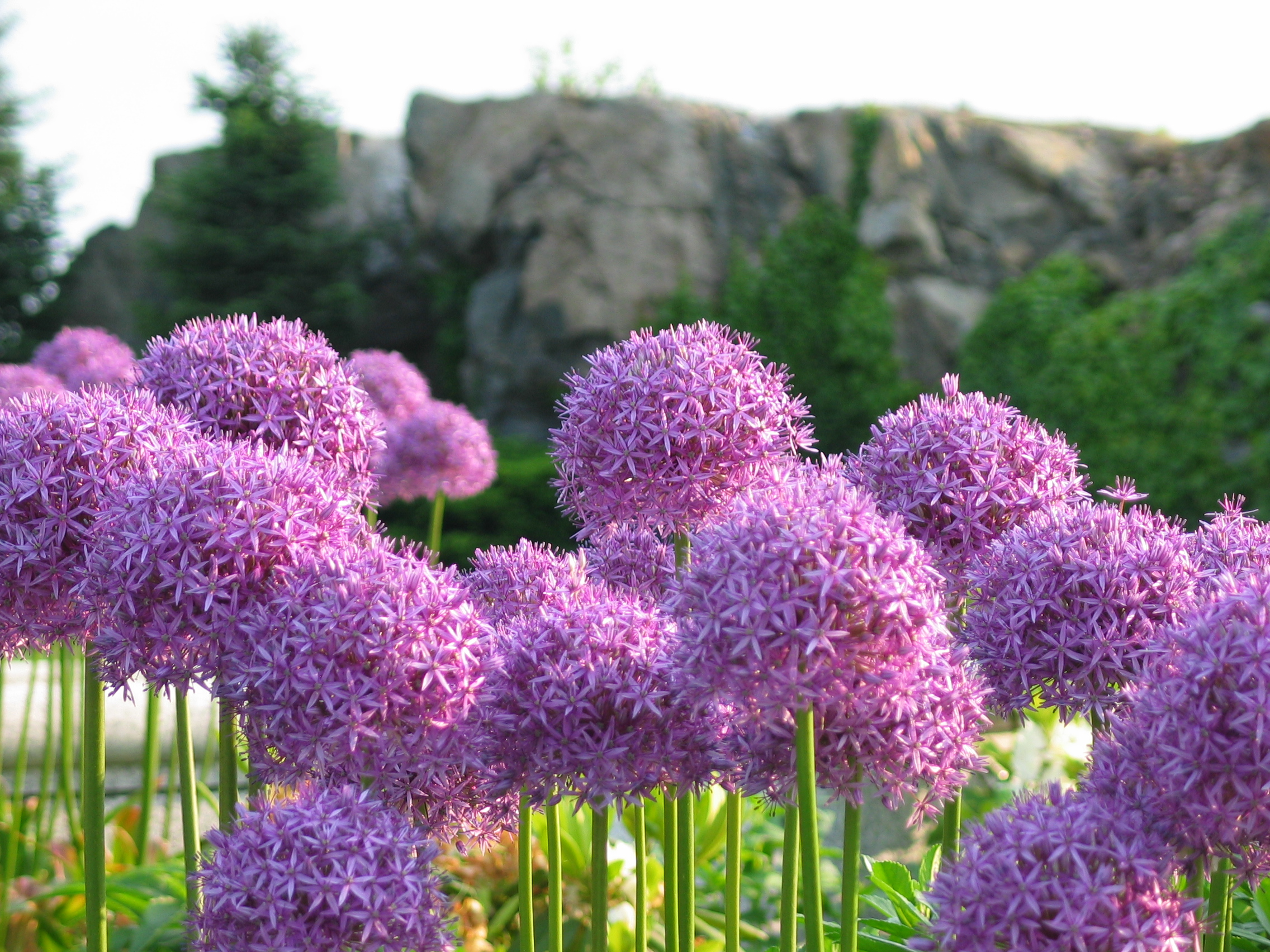
Inflorescências de Allium. As umbelas são típicas das aliáceas.

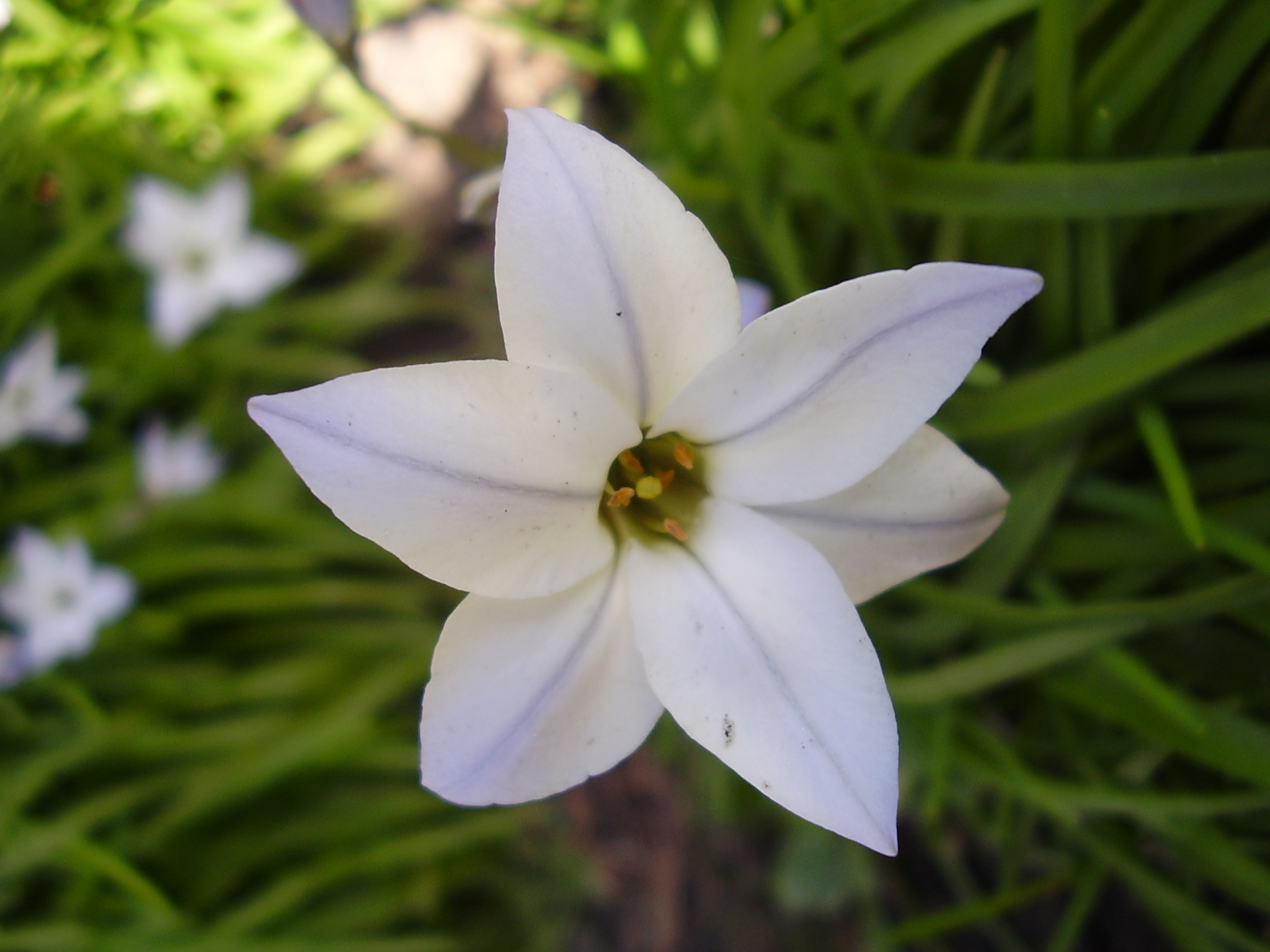
Excepcionalmente as aliáceas apresentam flores solitárias em lugar de inflorescências, como é o caso da espécie Ipheion uniflorum.

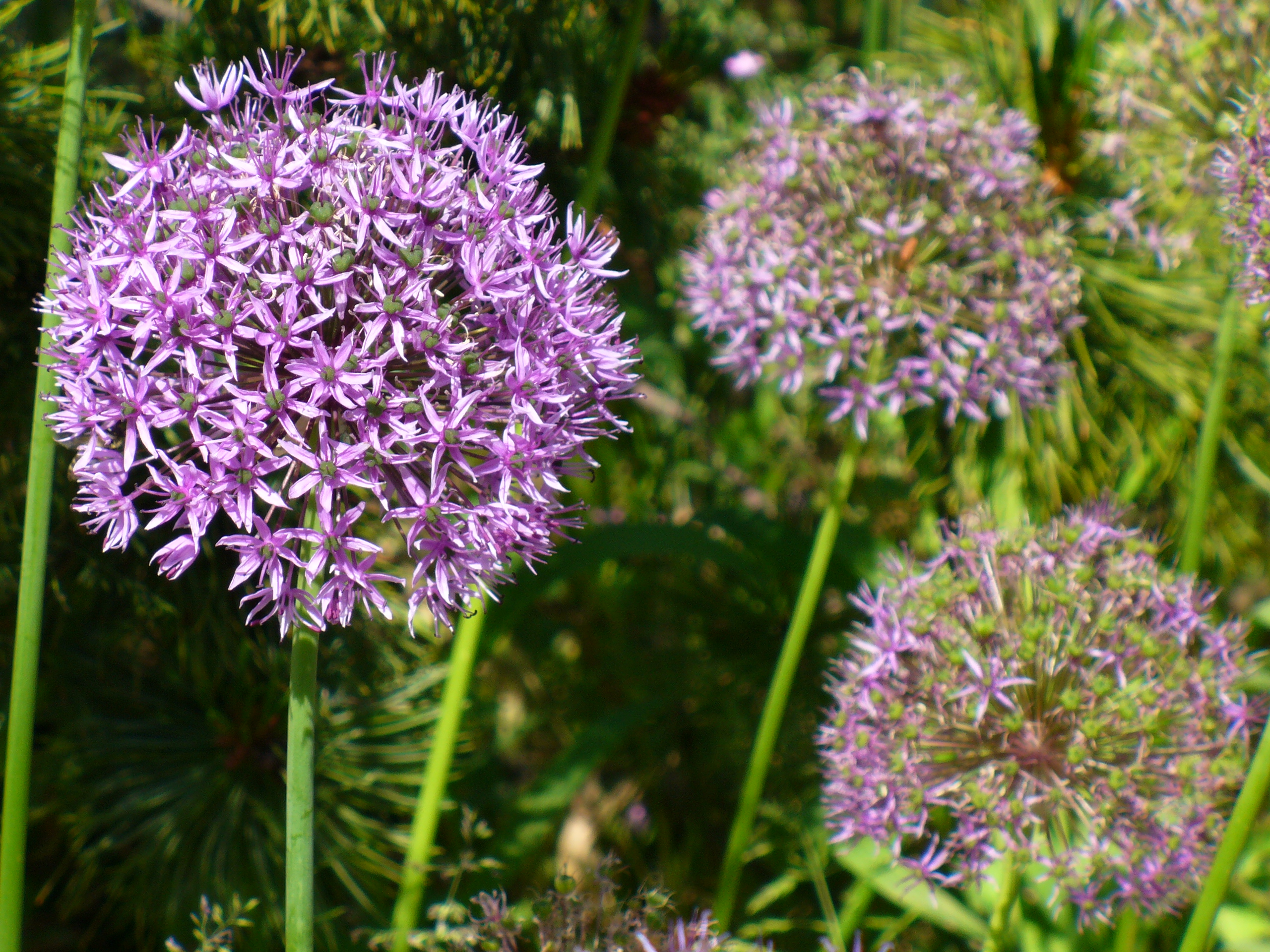
Allium aflatunense.

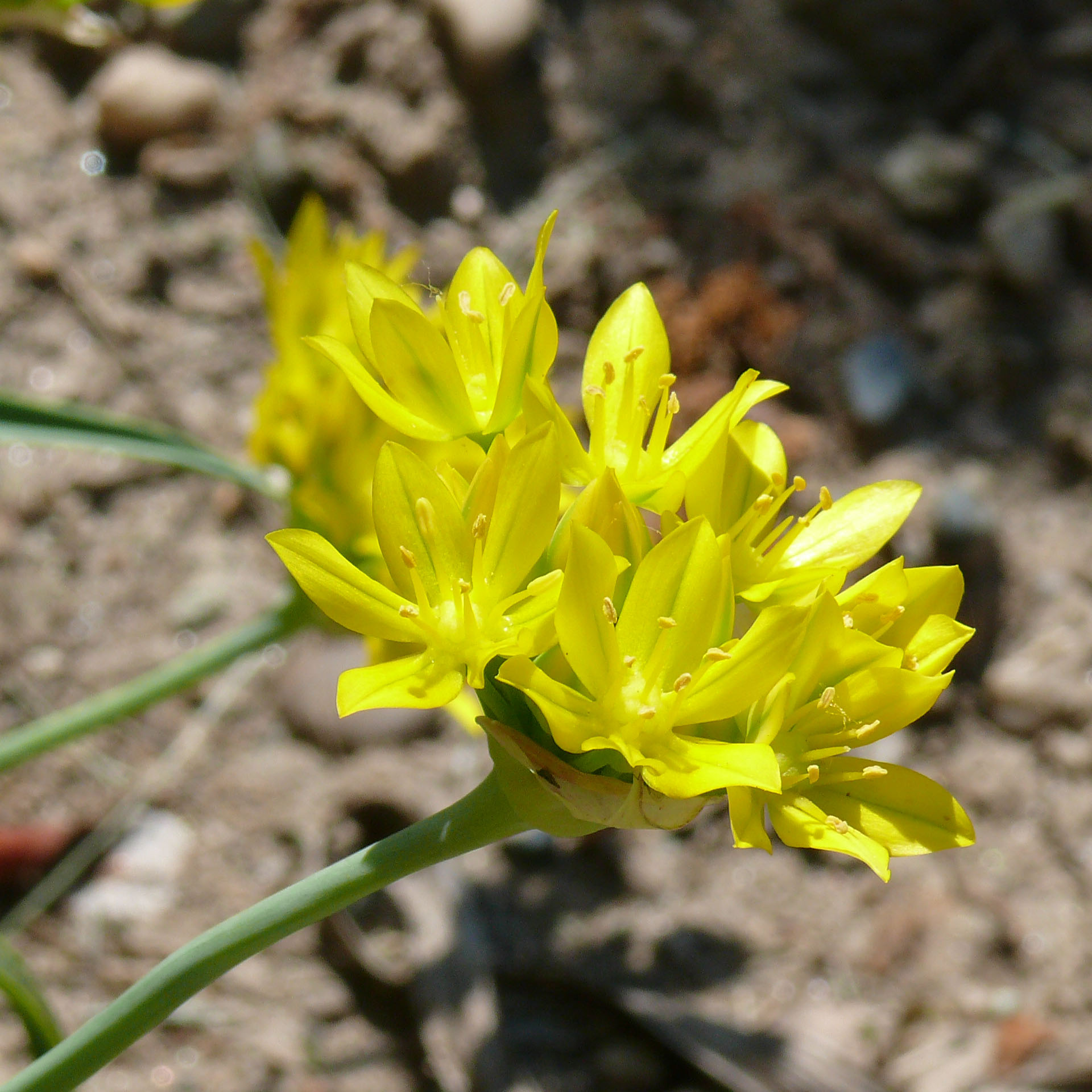
Allium moly.

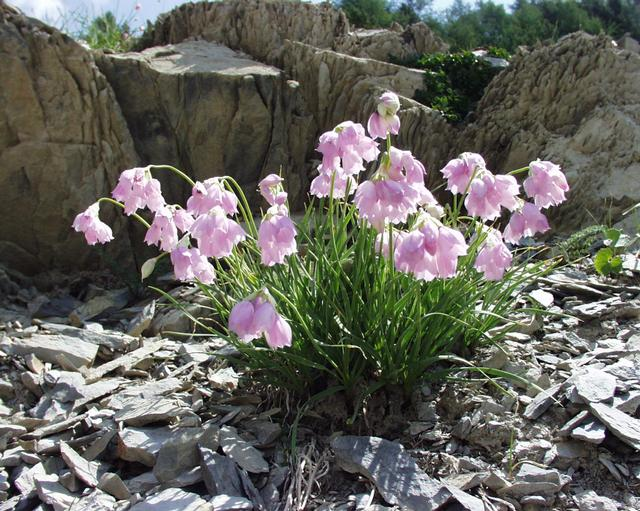
Allium narcissiflorum.

Allioideae, anteriormente a família Alliaceae, é uma subfamília de plantas da ordem Asparagales, composta por 795 espécies distribuídas em 20 géneros. A classificação APG III incluiu as aliáceas, oriundas da antiga família polifilética Liliaceae, na nova família Amaryllidaceae, na qual passaram a constituir uma subfamília. O grupo inclui plantas terrestres, perenes ou anuais, herbáceas, normalmente bolbosas, com caule subterrâneo do tipo bolbo tunicado, simples (cebola) ou composto (alho). As espécies que a integram facilmente reconhecíveis pelo odor característico (o cheiro característico dos alhos e cebolas, suficientemente singular para ser denominado "odor aliáceo") e pelas suas folhas macias e carnudas e pela inflorescência imbeliforma na extremidade de um escapo, com flores pequenas de ovário súpero.
Apesar de múltiplas espécies pertencentes a vários géneros terem importância económica, principalmente como plantas ornamentais e para a produção de flores de corte, o género economicamente mais importante nesta subfamília é Allium, ao qual pertencem a cebola, o alho e várias outros vegetais utilizados com alimentos e condimentos.

## Descrição
As espécies incluídas nesta subfamília são plantas perenes ou bianuais, maioritariamente acaulescentes, nas quais o caule aéreo está reduzido ao escapo floral onde se formam as flores e frutos.
Na maior parte das espécies a parte subterrânea dos caules são bolbos verdadeiros (talos subterrâneos de acumulação de reservas, como, por exemplo, em Allium), mas raramente podem ser curtos rizomas (como no caso de Tulbaghia) ou cormos. Em todos os casos, são tipicamente rodeados de escamas foliosas de consistência membranosa ou pela base das folhas.
Quando apresentam bolbo, este é tunicado e com raízes contrácteis, podendo ou não, de acordo com a espécie considerada, conter amido. Os elementos de vaso apresentam perfurações simples. Podem apresentar laticíferos (e quando os apresentam, o látex é mais ou menos claro). Allium, por exemplo, apresenta laticíferos nas folhas. Os tecidos destas espécies são ricos em saponinas esteróides, com compostos com odor a cebola ou alho (odor aliáceo) como os sulfetos de alilo (tioéteres de alilo), propionaldeído, propiontiol e dissulfeto de vinilo. A aliina é convertida enzimaticamente em compostos derivados dos sulfetos (tioéteres) de alilo. Do ponto de vista fitoquímico, os membros da família apresentam flavonóides e compostos sulfurados derivados da cisteína.
As folhas são basais, simples, largas (lineares, lanceolares ou aciculares, raramente ovadas), caducas, alternas, usualmente dísticas ou espiraladas, usualmente sésseis (muito raramente pecioladas, como no caso de Allium ursinum), curtamente liguladas (como em Allium), mais ou menos basais, cilíndricas (circulares em secção transversal) e  mais ou menos suculentas, sem estípulas. Com venação paralela, de margem inteira, embainhadas na base (geralmente com a bainha fechada). As folhas apresentam um odor característico (o já mencionado "odor aliáceo"). As plantas apresentam tricomas simples.
As flores estão usualmente agrupadas em inflorescências, embora haja géneros com flores solitárias (Ipheion, por exemplo). A estrutura floral característica é uma inflorescência determinada, terminal, instalada no extremo de um longo escapo, composta por uma ou mais cimas helicoidais contraídas que parecem uma umbela (por vezes designada por "pseudoumbela"), raramente uma espiga, que têm por debaixo uma ou várias brácteas (usualmente duas) membranosas, semelhantes a espatas, que podem ser fundidas.
As flores são hermafroditas, actinomorfas a levemente zigomorfas, fragantes ou inodoras, pediceladas (os pedicelos por vezes articulados apicalmente), hipóginas, muitas vezes vistosas. As flores individuais não estão associadas a brácteas, são completas, entomófilas, trímeras, diclamídeas (com cálice e corola), homoclamídeas (raramente heteroclamídeas), vistosas, com tépalas livres ou soldadas, podendo apresentar uma corona(ou coroa).
Quando as flores são zigomorfas, a irregularidade na simetria radial deve-se à disposição do androceu. Apresentam nectários florais nos quais a secreção de néctar provem do gineceu, mais especificamente dos septos do ovário.
O perigónio é bisseriado, composto por seis tépalas em dois verticilos de três peças, homoclamídeo (as tépalas dos dois verticilos são iguais), as tépalas podem estar separados ou unidos na base. Neste último caso, o perigónio forma um tubo que pode ser de campaniforme a tubular. As tépalas são imbricadas, petalóides, não pontiagudas, por vezes formando uma coroa que funciona como um prolongamento do perianto. As flores não apresentam hipanto.
O androceu é composto por seis estames, dispostos em dois verticilos de três peças (raramente três ou dois com estaminódios), diplostémonos (o verticilo externo é oposto às tépalas externas e o interno é oposto às tépalas internas), raramente gamostémone), com ou sem estaminódio (às vezes 3 filetes petalóides e 3 filetes filiformes), epipétalo ou não. Os Ficheirotes podem ser separados ou fundidos, por vezes aderentes (nesse caso designados por "adnatos") às tépalas, por vezes com apêndices. As anteras são versáteis, rimosas, de deiscência longitudinal e introrsa. O pólen é sulcado (monocolpado).
O ovário é súpero (raramente médio-ínfero), formado por três carpelos soldados e trilocular. O estilete é solitário, terminal ou ginobásico. Apresentam um só estigma, capitado a trilobado, seco ou húmido. O estilete e estigma com três cicatrizes, com nectários septais. O saco embrionário é bi-espórico, com obturador presente. Os óvulos são anátropos a campilótropos, com placentação axilar, de dois a numerosos por lóculo.
O fruto é uma cápsula loculicida (cada carpelo abre separadamente com a maturação do fruto). As sementes são ovóides, elipsóides ou globosas a angulares. O endosperma das sementes, do tipo celular ou helobial, é rico em óleos e aleurona. Os cotilédones não são fotossintéticos. O tegumento seminal contém fitomelaninas (pelo que a semente é de cor negra) e as camadas interiores são comprimidas ou colapsadas. O embrião é mais ou menos curvo.
Os números cromossómicos básicos são x=4, 5, 6, 7, 8 e 9 e os cromossomas podem ser desde relativamente pequenos a grandes (de 2 a 20 µm).

## Ecologia
As espécies da subfamília Allioideae estão amplamente distribuídas pelo Hemisfério Norte, América do Sul e sul da África), em regiões temperadas, subtropicais e tropicais. A maior diversidade ocorrem em habitats semi-áridos.
As vistosas flores que caracterizam esta subfamília são entomófilas, razão pela qual a polinização é feita por insectos, especialmente abelhas e vespas.
As sementes são predominantemente anemocóricas, menos frequentemente hidrocóricas, sendo por isso a dispersas maioritariamente pelo vento. Um pequeno conjunto de espécies produz bolbilhos na inflorescência.

## Géneros
A subfamília Allioideae inclui os seguintes géneros:
- Allium L. (690 espécies)
- Ancrumia Harv. ex Baker
- Caloscordum Herb.
- Erinna Phil.
- Garaventia Looser
- Gethyum Phil.
- Gilliesia Lindl.
- Ipheion Raf.
- Leucocoryne Lindl. (sin.: Beauverdia Herter, Chrysocoryne Zoellner, Pabellonia Quezada & Martic)
- Miersia Lindl.
- Milula Prain.
- Nectaroscordum Lindl.
- Nothoscordum Kunth
- Schickendantziella Speg.
- Solaria Phil.
- Speea Loes.
- Trichlora Baker
- Tristagma Poepp.
- Tulbaghia L.
- Zoellnerallium Crosa

Os géneros Androstephium, Bessera, Bloomeria, Brodiaea, Dandya, Dichelostemma,
Milla, Triteleia e Triteleiopsis estão, na actualidade, incluídos na família Themidaceae. O género Petronymphe foi transferido para a família Anthericaceae (Fay y Chase 1996).